# Velocidad de la gravedad
En física matemática, particularmente en el contexto de las teorías clásicas de la gravedad, la velocidad de la gravedad se refiere a la velocidad a la que la radiación gravitacional se propaga. Ésta es la velocidad en la cual los cambios en la distribución de energía y cantidad de movimiento resultan con cambios visibles en el campo gravitacional que producen.
Cuando ninguna otra teoría es especificada, la discusión de la velocidad de la gravedad está normalmente en referencia a la Teoría general de la relatividad.

## Primeras hipótesis

### Newton
La formulación de la ley de Isaac Newton de la fuerza gravitacional requiere que cada partícula responda instantáneamente a cada otra partícula masiva sin importar la distancia entre ellas. En términos modernos, la gravitación de Newton es descrita por la Ecuación de Poisson, que dice que cuando la distribución de la masa de un sistema cambia, su campo gravitacional se ajusta instantáneamente. Por lo tanto la teoría de la gravedad según Newton requiere que la velocidad de la gravedad sea infinita.
Newton tuvo problemas en este aspecto de su teoría. Se dio cuenta de que los efectos gravitatorios debían propagarse a una velocidad finita. En consecuencia intentó introducir esta velocidad de propagación en su teoría pero fracasó, ya que se dio cuenta de que eso daría lugar a contradicciones entre su teoría original y las observaciones astronómicas de ese momento. No fue hasta el siglo XIX, mucho después de la muerte de Newton, cuando finalmente se observaron las discrepancias entre el modelo newtoniano gravitacional y la observación astronómica, debidas a la lentitud de la propagación del efecto gravitacional.

### Laplace
Laplace se basó en los avances de la ley de Newton para formular una hipótesis en la cual la gravedad estaba manifestada como un campo de radiación. De esta manera fue el primero en manifestar la gravedad como un campo (luego llamado campo gravitatorio) y de combinar el modelo de Newton con una forma de energía finita. Así genera una teoría donde el movimiento del cuerpo atractor genera cierta clase de olas atractoras. Esto es algo parecido a la aberración de la luz.
Así su teoría es, siendo c la velocidad de la ola y v la velocidad relativa entre los cuerpos
{\displaystyle F=G\,{\frac {m_{1}m_{2}}{r^{2}}}\,{\frac {v}{c}}}
Sin embargo, introducir un retraso en el tiempo de la velocidad de la luz en la gravitación de Newton resultaría en órbitas planetarias inestables. Según Laplace la estabilidad de las órbitas sólo puede conseguirse mediante unas interacciones gravitacionales de 7×106×velocidad de la luz. Esta fantástica velocidad fue usada por muchos durante el siglo XIX para criticar cualquier modelo basado en una velocidad finita de la gravedad.

## LorentzyPoincaré
Al final del siglo XIX muchos físicos trataron de combinar la ley de la fuerza gravitacional de Newton con las leyes establecidas de la termodinámica como Weber, Gauß, Riemann y Maxwell. Esas teorías no tienen el mismo problema que la de Laplace, porque aunque se basan en una velocidad de propagación finita, contienen un término adicional que ayuda a mantener la estabilidad de los sistemas planetarios. Estas teorías fueron utilizadas para explicar el avance en el perihelio de Mercurio, pero no pudieron proporcionar los valores exactos.
En 1900 Hendrik Lorentz trató de explicar la gravedad sobre la base de las ecuaciones de Maxwell. Siguiendo el trabajo de Mossotti, Weber y Zöllner, asumió que la atracción entre partículas con cargas electromagnéticas opuestas es mayor que la repulsión entre partículas con cargas iguales. La fuerza neta resultante es exactamente lo que se conoce como gravitación universal. Lorentz demostró que a pesar de que la velocidad de propagación es exactamente la misma que la de la luz, su teoría no tenía el mismo problema que la de Laplace. Sin embargo, calculó que el valor del avance del perihelio de Mercurio era muy poco. Lorentz llega a la siguiente conclusión:
Laplace mostró en efecto que la propagación de la gravedad es en efecto instantánea o mucho más rápida que la luz. Sin embargo, Laplace examinó la hipótesis de una velocidad finita de la propagación ceteris non mutatis; aquí, en cambio, esta hipótesis está conjugada con muchas otras, y puede ser que entre ellas una compensación más o menos perfecta ocurra. La aplicación de la transformación de Lorentz ya nos ha dado numerosos ejemplos de esto
En 1898 Gerber derivó el valor correcto del avance del perihelio de Mercurio y basado en esa formula, calculó que la velocidad de propagación de la gravedad era de 305 000 km/s, esto es prácticamente la velocidad de la luz. Sin embargo, la derivación de la fórmula era defectuosa, y muchos rechazaron la propuesta de Gerber. Además, el valor de la desviación de la luz en el campo gravitacional del Sol era demasiado grande por un factor de 3/2.

## Relatividad General

### Introducción
En relatividad general, el potencial gravitacional se identifica mediante el tensor métrico y el campo de fuerza gravitacional usando los símbolos de Christoffel de la variedad espacio-tiempo. Los campos gravitacionales están asociados a la curvatura del espacio tiempo. La relatividad general predice que la radiación gravitacional debería existir, y propagarse en forma de onda a la velocidad de la luz. Para evitar la confusión, hay que señalar que una fuente de un campo gravitacional que evolucione lentamente, de acuerdo con la relatividad general, producirá efectos similares a los que se podrían esperar de un análisis a partir de la gravedad de Newton. En particular un componente de Coulomb de un campo gravitacional que evolucione lentamente, no debe ser confundido con un posible componente de radiación adicional, véase clasificación de Petrov. En todo caso, los campos gravitacionales del tipo Petrov obedecen el principio de causalidad, así que el componente de Coulomb que evoluciona lentamente del campo gravitacional no puede transferir información acerca de la posición de la fuente del campo gravitacional con velocidad mayor que la velocidad de la luz.

### Aberración en la relatividad general
La velocidad finita de las interacciones gravitacionales predichas por la relatividad general, parecen conllevar exactamente las mismas aberraciones que preocupaban a Newton. Sin embargo, en la relatividad general (en forma similar a algunas de las teorías que se mencionan anteriormente) los efectos gravitomagnéticos terminan por cancelar los efectos aberrantes. Tal como lo mostró Carlip, en el límite del campo débil estacionario, los resultados orbitales calculados por la relatividad general son los mismos que los de la gravedad newtoniana (con una acción instantánea de la gravedad), a pesar del hecho de que la teoría completa da una velocidad de la gravedad igual a c. A pesar de que los cálculos son considerablemente más complicados, uno puede mostrar que la relatividad general no sufre de problemas de aberraciones de la misma manera que la electromagnéticamente atrasada teoría del potencial Liénard-Wiechert tampoco los sufre. No es muy fácil desarrollar una teoría consistente de la gravedad que incluya una velocidad de propagación de la interacción gravitacional distinta de la velocidad de la luz, cosa que complica esta posibilidad.
Siguiendo la línea de Laplace, Tom Van Flandern afirma que en la relatividad general la velocidad de la gravedad debe ser al menos 20 mil millones de veces la de la velocidad de la luz. Sin embargo, estas afirmaciones por lo general son contradichas por expertos en relatividad.

## Posible medición experimental
La velocidad de la gravedad se puede medir experimentalmente a través de observaciones del período de decaimiento de los púlsares binarios PSR 1913+16 y PSR B1534+12. La órbita de estos púlsares está disminuyendo debido a la pérdida de energía en forma de radiación gravitacional. El ritmo de esta pérdida de energía puede ser medido, y ya que depende de la velocidad de la gravedad, comparando los valores medidos con la teoría, se observa que la velocidad de la gravedad es igual a la velocidad de la luz dentro de un rango del 1%. Sin embargo es importante notar que el hecho de usar una teoría para compararla con las observaciones hace que la velocidad calculada dependa de la teoría que se usa. En principio usar una teoría distinta podría implicar un resultado distinto. A pesar de eso, el hecho de que exista una pérdida de energía implica ya que la velocidad no puede ser infinita.
- Datos: Q319686